# БТМ

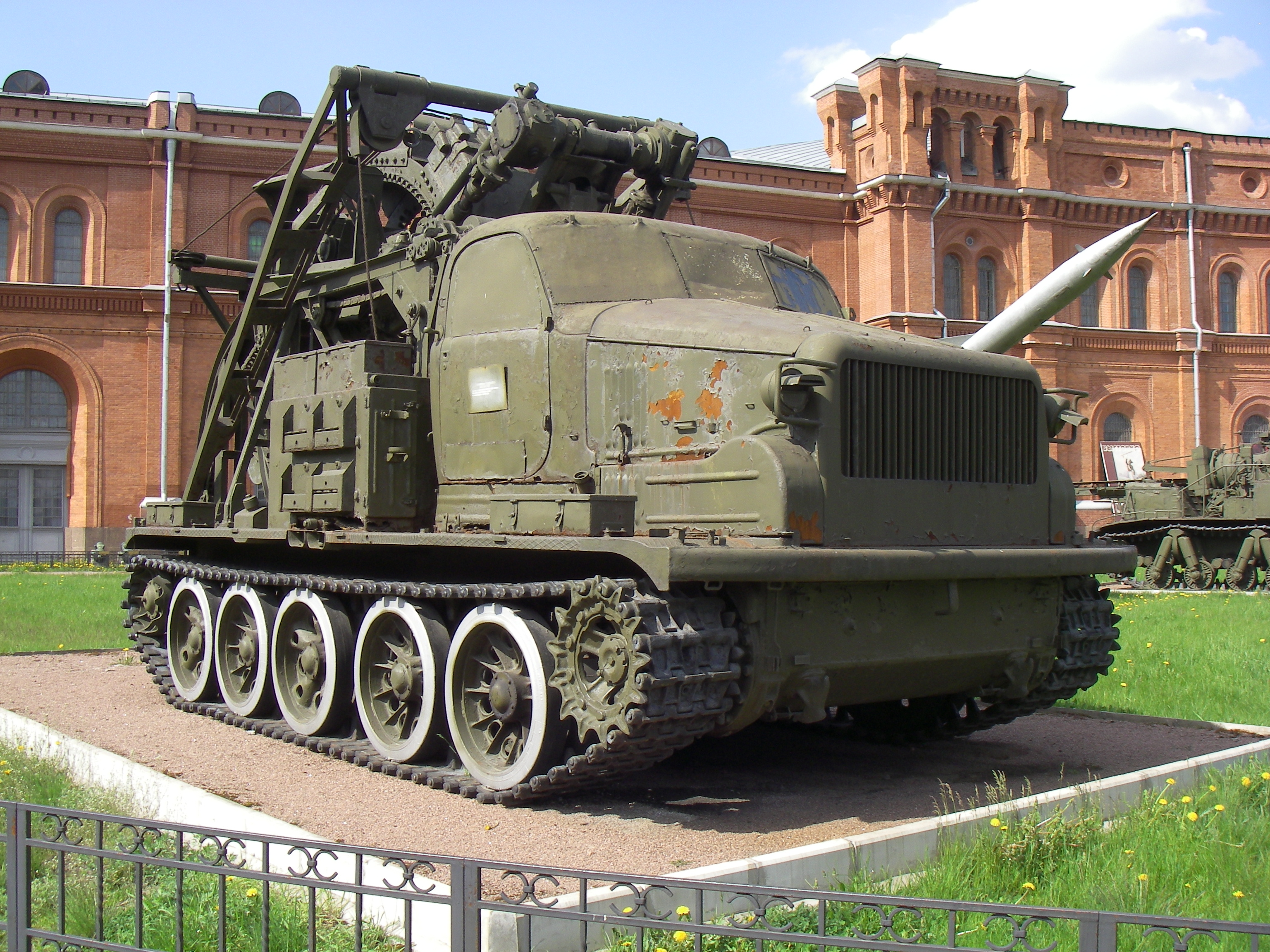
БТМ в Артиллерийском музее Санкт-Петербурга

БТМ (Быстроходная Траншейная Машина) — машина, предназначенная для рытья траншей и ходов сообщения. Построена на базе АТ-Т. Принята на вооружение в 1956 году. Масса — 26,5 т. Максимальная скорость — 35 км/ч. Производительность при глубине траншеи 1,5 м — 350 м/ч. Расчёт — 2 человека.